# Bantan (Siantar Barat)
Bantan is een bestuurslaag in het regentschap Pematang Siantar van de provincie Noord-Sumatra, Indonesië. Bantan telt 10.496 inwoners (volkstelling 2010).